# Катажинка (Лодзинське воєводство)
Катажинка (пол. Katarzynka) — село в Польщі, у гміні Дружбиці Белхатовського повіту Лодзинського воєводства.
У 1975-1998 роках село належало до Пйотрковського воєводства.